# У свої зруйновані тіла поверніться
«У свої зруйновані тіла поверніться» (англ. «To Your Scattered Bodies Go») (1965-1966 — журнальна публікація) — науково-фантастичний роман американського письменника Філіпа Хосе Фармера, виданий окремим виданням у 1971 році та удостоєний премії «Г'юго» (1972 рік). Роман відкриває цикл романів «Річковий світ».

## Сюжет
Роман починається зі смерті головного героя — Річарда Бертона. Але після смерті він відроджується у світі, через який протікає велика річка. Разом з ним на березі річки воскрешаються усі померлі. Бертон, який завдяки чиємусь втручанню прокинувся раніше за інших людей, дізнається, що Воскресіння — це експеримент, який проводить інопланетна раса, представники якої називають себе «етики». І він вирішує розкрити таємниці цього світу.
У цьому романі зустрічається багато персонажів, які реально існували. Це і відомий дослідник Африки Річард Бертон, і Аліса Лідделл — прототип героїні роману Льюїса Керола «Пригоди Аліси у Країні чудес», і Герман Герінг — нацистський військовий діяч, і багато інших.

## Історія створення
Роман «У свої зруйновані тіла поверніться» став першим романом фантастичного циклу Філипа Фармера «Річковий світ», що складається з п'яти романів та ряду повістей, частину з яких написали інші автори. Цей цикл став візитною карткою Філіпа Фармера.
Перша версія роману називалася «I Owe for the Flesh» («Шукаючи плоті»). Вона була створена у середині 1950-х років для конкурсу, який проводило видавництво «Shasta». Роман виграв конкурс і був намічений для публікації у 1962 році там ($1000 премії) і у «Pocket Books» (яке виділило гонорар у $3000), для письменників тих років сума була солідною. Однак директор «Shasta» М. Коршак таємно вклав гроші премії та гонорари Джона Кемпбелла та Реймонда Джонса у дорогу ілюстровану книгу одного голлівудського гримера та тягнув час — Фармера він змусив переписувати та скорочувати роман. В результаті книга Коршака провалилася, розоривши і видавництво. Рукопис роману Фармера був ними втрачений, другий варіант був знайдений лише на початку 1980-х та вийшов у 1983 році під назвою «Річка Вічности». Через це Фармер був змушений тимчасово залишити письменницьку кар'єру.
У результаті Філіп Фармер створив нову версію роману. Спочатку він був виданий у двох частинах у журналі «Worlds of Tomorrow» — «The Day of the Great Shout» («День великого крику», січень 1965 року) і «The Suicide Express» («Експрес самогубств», березень 1966 року). Перша частина у 1966 році номінувалася на премію «Г'юго» (номінація «Мала форма (Short Fiction)»). Один з перших варіантів роману, повість «Riverworld» («Річковий світ»), був опублікований у січні 1966 року у тому ж журналі «Worlds of Tomorrow». У ній був інший головний герой — Том Мікс. 1979 року перероблена версія цієї повісті була опублікована у збірці «Riverworld & Other Stories» («Річковий світ та інші історії»). Назва цієї повісті в результаті закріпилася за усім циклом.
Роман неодноразово перекладався на різні мови.

## Продовження та екранізації
Роман мав великий успіх і був удостоєний у 1972 році премії «Г'юго» за найкращий роман. Після цього Філип Фармер випустив 4 продовження — «Казковий корабель», «Темний задум», «Магічний лабіринт» та «Боги Річкового Світу», а також дві міжавторських збірки — «Легенди Річкового Світу» та «Таємниці Річкового Світу».
У 2003 році була спроба екранізувати романи циклу. На каналі «Sci-Fi Channel» вийшов фільм «Riverworld» («Річковий світ», російською більше знаний під назвою «Боги річкового світу»), який повинен був стати «пілотом» планованого серіалу. Однак фільм виявився невдалим, внаслідок чого серіал так і не був запущений у виробництво. 2010 року тим же каналом Sci-Fi Channel була зроблена друга спроба екранізації — фільм Світ Річки, рімейк фільму 2003 року. Однак цей фільм отримав ще гірші відгуки, ніж перший.

## Нагороди та номінації
- Премія «Г'юго» за найкращий роман: 1972 рік (переможець)
- Премія «Локус» за найкращий роман: 1972 рік (2 місце)